# Women's National Basketball Association 2005
La Women's National Basketball Association 2005 è stata la nona edizione della lega professionistica statunitense.
Vi partecipavano tredici franchigie, divise in due conference. Al termine della stagione regolare (34 gare), le prime quattro di ogni raggruppamento si giocavano in semifinali e finali il titolo della conference; le due vincenti giocavano la finale WNBA.
Il titolo è stato conquistato per la prima volta dalle Sacramento Monarchs. La Most Valuable Player è stata Sheryl Swoopes delle Houston Comets.

## Stagione regolare

### Eastern Conference
|  |    | Classifica finale 2005 | Pt | G  | V  | P  | PtF | PtS |
|  | -- | ---------------------- | -- | -- | -- | -- | --- | --- |
|  | 1. | Connecticut Sun        | -  | 34 | 26 | 8  | -   | -   |
|  | 2. | Indiana Fever          | -  | 34 | 21 | 13 | -   | -   |
|  | 3. | New York Liberty       | -  | 34 | 18 | 16 | -   | -   |
|  | 4. | Detroit Shock          | -  | 34 | 16 | 18 | -   | -   |
|  | 5. | Washington Mystics     | -  | 34 | 16 | 18 | -   | -   |
|  | 6. | Indiana Fever          | -  | 34 | 6  | 28 | -   | -   |

### Western Conference
|  |    | Classifica finale 2005   | Pt | G  | V  | P  | PtF | PtS |
|  | -- | ------------------------ | -- | -- | -- | -- | --- | --- |
|  | 1. | Sacramento Monarchs      | -  | 34 | 25 | 9  | -   | -   |
|  | 2. | Seattle Storm            | -  | 34 | 20 | 14 | -   | -   |
|  | 3. | Houston Comets           | -  | 34 | 19 | 15 | -   | -   |
|  | 4. | Los Angeles Sparks       | -  | 34 | 17 | 17 | -   | -   |
|  | 5. | Phoenix Mercury          | -  | 34 | 16 | 18 | -   | -   |
|  | 6. | Minnesota Lynx           | -  | 34 | 14 | 20 | -   | -   |
|  | 7. | San Antonio Silver Stars | -  | 34 | 7  | 27 | -   | -   |

## Play-off
|  | Semifinali Conference | Semifinali Conference | Semifinali Conference | Semifinali Conference | Semifinali Conference |  |  | Finali Conference | Finali Conference | Finali Conference | Finali Conference | Finali Conference |  |  | Finali WNBA | Finali WNBA     | Finali WNBA | Finali WNBA | Finali WNBA | Finali WNBA | Finali WNBA |
|  |                       |                       |                       |                       |                       |  |  |                   |                   |                   |                   |                   |  |  |             |                 |             |             |             |             |             |
|  | 1EC                   | Connecticut Sun       |                       |                       |                       |  |  |                   |                   |                   |                   |                   |  |  |             |                 |             |             |             |             |             |
|  | 4EC                   | Wash. Mystics         |                       |                       |                       |  |  |                   |                   |                   |                   |                   |  |  |             |                 |             |             |             |             |             |
|  | 4EC                   | Wash. Mystics         | Connecticut Sun       |                       |                       |  |  |                   |                   |                   |                   |                   |  |  |             |                 |             |             |             |             |             |
|  |                       |                       |                       |                       |                       |  |  |                   |                   |                   |                   |                   |  |  |             |                 |             |             |             |             |             |
|  |                       |                       | Indiana Fever         |                       |                       |  |  |                   |                   |                   |                   |                   |  |  |             |                 |             |             |             |             |             |
|  | 2EC                   | Indiana Fever         |                       |                       |                       |  |  |                   |                   |                   |                   |                   |  |  |             |                 |             |             |             |             |             |
|  | 2EC                   | Indiana Fever         |                       |                       |                       |  |  |                   |                   |                   |                   |                   |  |  |             |                 |             |             |             |             |             |
|  | 3EC                   | N.Y. Knicks           |                       |                       |                       |  |  |                   |                   |                   |                   |                   |  |  |             |                 |             |             |             |             |             |
|  |                       |                       |                       |                       |                       |  |  |                   |                   |                   |                   |                   |  |  |             | Connecticut Sun |             |             |             |             |             |
|  |                       |                       |                       | Sacramento Mon.s      |                       |  |  |                   |                   |                   |                   |                   |  |  |             |                 |             |             |             |             |             |
|  | 1WC                   | Sacramento Mon.s      |                       |                       |                       |  |  |                   |                   |                   |                   |                   |  |  |             |                 |             |             |             |             |             |
|  | 4WC                   | L.A. Sparks           |                       |                       |                       |  |  |                   |                   |                   |                   |                   |  |  |             |                 |             |             |             |             |             |
|  | 4WC                   | L.A. Sparks           | Sacramento Mon.s      |                       |                       |  |  |                   |                   |                   |                   |                   |  |  |             |                 |             |             |             |             |             |
|  |                       |                       |                       |                       |                       |  |  |                   |                   |                   |                   |                   |  |  |             |                 |             |             |             |             |             |
|  |                       |                       | Houston Comets        |                       |                       |  |  |                   |                   |                   |                   |                   |  |  |             |                 |             |             |             |             |             |
|  | 2WC                   | Seattle Storm         |                       |                       |                       |  |  |                   |                   |                   |                   |                   |  |  |             |                 |             |             |             |             |             |
|  | 2WC                   | Seattle Storm         |                       |                       |                       |  |  |                   |                   |                   |                   |                   |  |  |             |                 |             |             |             |             |             |
|  | 3WC                   | Houston Comets        |                       |                       |                       |  |  |                   |                   |                   |                   |                   |  |  |             |                 |             |             |             |             |             |

## Vincitore
| Campione WNBA 2005              |
| ------------------------------- |
| Sacramento Monarchs (1º titolo) |

## Statistiche
| Categoria             | Giocatore        | Squadra            | Stat |
| --------------------- | ---------------- | ------------------ | ---- |
| Punti per gara        | Sheryl Swoopes   | Houston Comets     | 18,6 |
| Rimbalzi per gara     | Cheryl Ford      | Detroit Shock      | 9,8  |
| Assist per gara       | Sue Bird         | Seattle Storm      | 5,9  |
| Palle rubate per gara | Tamika Catchings | Indiana Fever      | 2,6  |
| Stoppate per gara     | Marija Stepanova | Phoenix Mercury    | 2,5  |
| FG%                   | Tamika Williams  | Minnesota Lynx     | 55,1 |
| FT%                   | Becky Hammon     | New York Liberty   | 90,1 |
| 3FG%                  | Laurie Koehn     | Washington Mystics | 46,7 |

## Premi WNBA
- WNBA Most Valuable Player: Sheryl Swoopes, Houston Comets
- WNBA Defensive Player of the Year: Tamika Catchings, Indiana Fever
- WNBA Coach of the Year: John Whisenant, Sacramento Monarchs
- WNBA Rookie of the Year: Temeka Johnson, Washington Mystics
- WNBA Most Improved Player: Nicole Powell, Sacramento Monarchs
- WNBA Finals Most Valuable Player: Yolanda Griffith, Sacramento Monarchs
- All-WNBA First Team:
  - Sue Bird, Seattle Storm
  - Yolanda Griffith, Sacramento Monarchs
  - Lauren Jackson, Seattle Storm
  - Deanna Nolan, Detroit Shock
  - Sheryl Swoopes, Houston Comets
- All-WNBA Second Team:
  - Tamika Catchings, Indiana Fever
  - Becky Hammon, New York Liberty
  - Lisa Leslie, Los Angeles Sparks
  - Taj McWilliams, Connecticut Sun
  - Diana Taurasi, Phoenix Mercury
- WNBA All-Defensive First Team:
  - Tamika Catchings, Indiana Fever
  - Sheryl Swoopes, Houston Comets
  - Yolanda Griffith, Sacramento Monarchs
  - Tully Bevilaqua, Indiana Fever
  - Katie Douglas, Connecticut Sun
- WNBA All-Defensive Second Team:
  - Lauren Jackson, Seattle Storm
  - Taj McWilliams, Connecticut Sun
  - Lisa Leslie, Los Angeles Sparks
  - Alana Beard, Washington Mystics
  - Deanna Nolan, Detroit Shock
- WNBA All-Rookie First Team:
  - Chelsea Newton, Sacramento Monarchs
  - Kara Braxton, Detroit Shock
  - Katie Feenstra, San Antonio Silver Stars
  - Tan White, Indiana Fever
  - Temeka Johnson, Washington Mystics